# بلندی‌های بادگیر
بلندی‌های بادگیر (به انگلیسی: Wuthering Heights) رمانی نوشتهٔ امیلی برونته، شاعر و نویسندهٔ انگلیسی است که در ۱۸۴۷ با نام مستعار الیس بل منتشر شد. بلندی‌های بادگیر تنها رمان امیلی برونته است. ویژگی متمایزکننده این رمان در زمان انتشارش لحن شاعرانه و دراماتیک بیان آن، عدم تفسیر نویسنده و ساختار غیر معمولش بود. این اثر بارها به زبان فارسی ترجمه و منتشر شده است. این رمان مربوط به دو خانواده از نجیب‌زاده‌های زمین‌دار است که در اسکله‌های یورکشایر غربی زندگی می‌کنند (ارنشاوها و لینتون‌ها). واترینگ هایتس در این داستان به نام عمارت خانوادگی ارنشاو اشاره دارد که روی تپه و در معرض باد ساخته شده است. واژه واترینگ از کلمه‌ای اسکاتلندی گرفته شده است و به توفانی که اطراف خانه اصلی داستان وجود دارد اشاره می‌کند و نمادی از فضای پرسروصدای داستان است.
سبک این رمان متأثر از رمانتیسم و داستانی گوتیک است.
این رمان یکی از آثار عجیب و شورانگیز ادبیات انگلیس است. امیلی برونته به همراه دو خواهرش، که آن‌ها نیز نویسنده‌اند، در ناحیه‌ای غمزده و وحشی زیسته است زیرا مسئولیت‌های کلیسایی پدر، آن‌ها را مجبور به اقامت در این ناحیه می‌کرد. یگانه برادرش به دوردست رفته و آنجا به یک زندگی بی‌هویت تن در داده بود؛ بنابراین، امیلی با زندگی آشنایی چندانی نداشت و تنها وجه دردآور و مصیبت‌بار آن را دریافت. حس عمیق پیوند با طبیعت، که در چشم او همان زمین بایر بود، به او اخلاقی قهرمانی آموخت و به وی امکان داد تا زندگی خود را بپذیرد و از آن لذت ببرد؛ بی‌آنکه شادی‌های دیگری به جز آنچه از ذهن خویش بیرون می‌کشید او را دلگرم کند. این رمان اثر زن جوانی است که صرفاً از وجود خویش الهام می‌گرفت. این رمان به دلیل نمایش ظلم ذهنی و جسمی از جمله آزار خانگی و چالش‌هایش با اخلاق ویکتوریایی و ارزش‌های مذهبی و اجتماعی بحث‌برانگیز بود.
داستان رمان از زبان خدمتکاری مسن که خدمتگزار میهمان جوان عمارتی پرماجرا است بیان می‌شود…
داستان اصلی بر روی دو خانواده با اصل و نسب می‌چرخد و عشقی که میان اشرف زاده‌ای اصیل با یتیمی بی سروپاست
اما داستان به همین‌جا ختم نمی‌شود و…
بلندی‌های بادگیر توسط ناشر توماس نیوبی به همراه اگنس گری اثر آن برونته قبل از موفقیت رمان جین ایر خواهرشان شارلوت برونته پذیرفته شد، اما بعداً منتشر شدند. پس از مرگ امیلی، شارلوت ویرایش دوم بلندیهای بادگیر را ویرایش کرد که در سال ۱۸۵۰منتشر شد.

## هیتکلیف
هیت‌کلیف بچه‌ای از لیورپول است که توسط آقای ارنشا به بلندی‌های بادگیر برده می‌شود، جایی که خانواده با اکراه از او مراقبت می‌کنند. وی مؤدب، کاری و شخصی با احترام است که توانسته است محبت پدر خانواده و یکی از دختران خانواده را به خود جلب کند. اگر به دوران کودکی کلیف نگاه کنید، در می‌یابید که کلیف شخصیتی قهرمان در داستان دارد. او با دختر آقای ارنشا به نام کاترین رابطه‌ای عاطفی برقرار می‌کند که این مسئله باعث می‌شود بار داستان به سمت قهرمان شدن کلیف و کاترین پیش برود و هیندلی که مخالف کلیف است به عنوان یک شخصیت شرور شناخته شود. اما بعد، درجریان بلندی‌های بادگیر می‌بینم که اتفاقات مختلف و گذر زندگی از کلیف یک شخصیت شرور میسازد. مسئله‌ای که بسیاری از منتقدان ادبی می‌گویند که عشق و اثرات ویرانگر آن باعث شده است که کلیف تبدیل به یک شخصیت بسیار شرور شود. کلیف با هر میزان سختی و فشاری که هیندلی به او می‌آورد، می‌سازد تا کاترین را روزی از آن خود کند. این مسئله برای کلیف یک آرمان بود که باید از دل سختی‌ها گذشت و ثروت اندوخت و یک زندگی عاشقانه ساخت. اما در میانهٔ راه کاترین اسیر ادگارمی‌شود و جلال و جبروت ثروت ادگار او را می‌رباید و کلیف را رها می‌کند این مسئله کلیف را در هم می‌شکند. همین می‌شود که از بلندی‌های بادگیر فرار کرده و به سمت شهر می‌رود و سعی می‌کند که آنقدر کار کند تا پولدار شود و بیاید و کاترین را به عقد خود در بیاورد اما وقتی باز میگردد، کاترین و ادگار با یکدیگر ازدواج کرده‌اند.

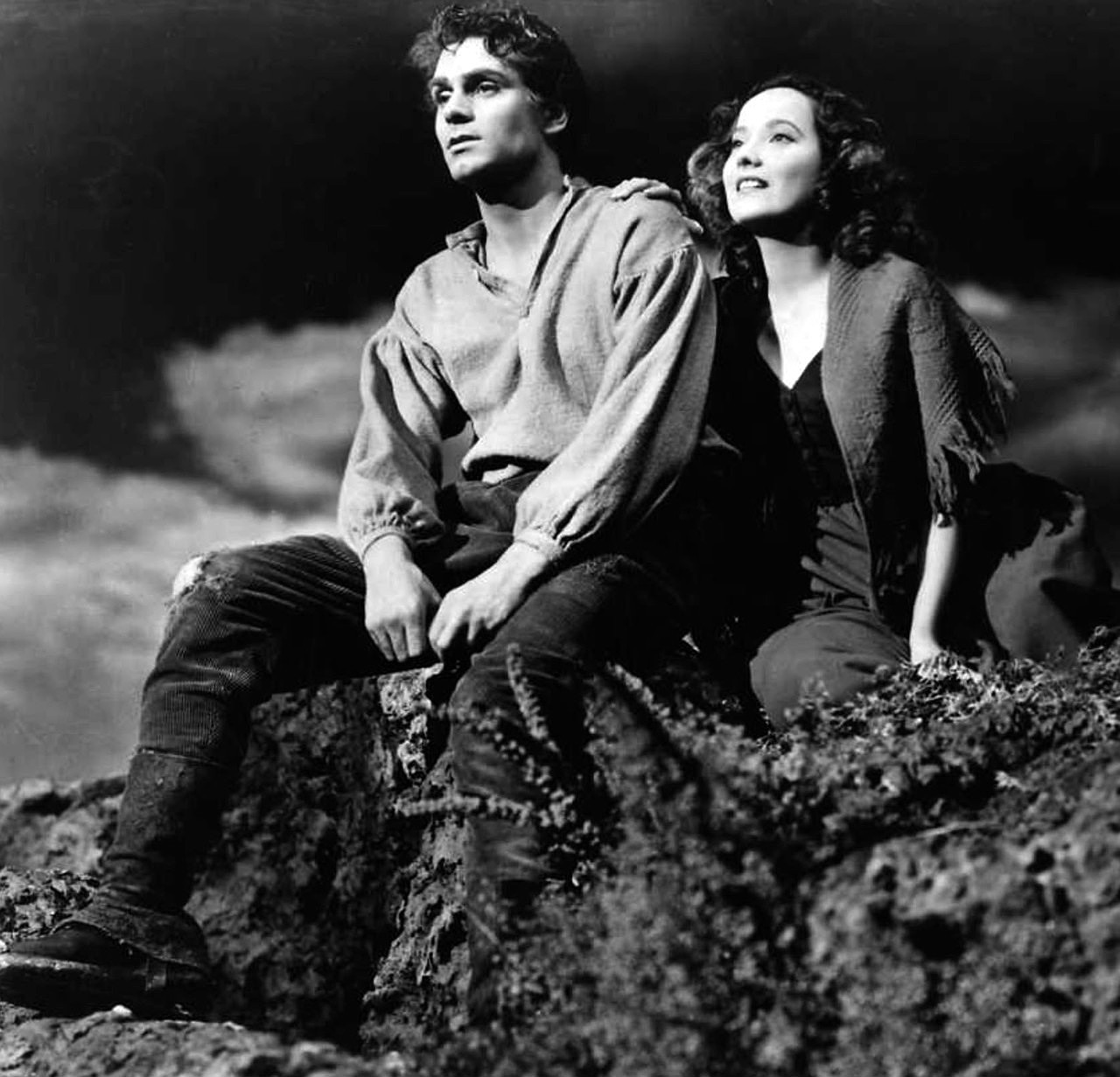
هیتکلیف و کاترین ارنشا در فیلم بلندی‌های بادگیر

او تصمیم می‌گیرد از مردی که کاترین برای ازدواج انتخاب می‌کند انتقام بگیرد. همین کار را هم انجام می‌دهد و از خانواده ارنشا و لینتن انتقام می‌گیرد اما هیچ‌گاه درد عشق او التیام نمی‌یابد. شخصیت هیتکلیف ممکن است از برانول برونته الهام گرفته شده باشد. او که یک معتاد به الکل و تریاک بود، واقعاً امیلی و خواهرش شارلوت را در طول بحران‌های مکرر دلیریوم ترمنس که چند سال قبل از مرگش بر او تأثیر می‌گذاشت، وحشت زده میکرد. اگر چه هیتکلیف به الکل یا مواد مخدر اعتیاد نداشت، تأثیر شخصیت برانول محتمل است. میتوان همین مسئله را دربارهٔ هیندلی ارنشا و لینتون هیتکلیف نیز بیان کرد.

## کاترین ارنشا
اولین بار پس از مرگش، از طریق کشف دفتر خاطرات و حکاکی‌هایش توسط لاکوود به خواننده معرفی شد.کاترین در بلندی‌های بادگیر نماد یک انسان عاشق است که در هیاهوی تحولات اجتماعی و گرایش به جامعهسرمایه‌داری خود را گم کرده و عشق را به ثروت و اعتبار اجتماعی می‌فروشد. به جرئت می‌توان گفت که یکی از شخصیت‌های ماندگار در طول تاریخ شخصیت کاترین در نیمهٔ ابتدایی بلندی‌های بادگیر است. دختری که به یک یتیم زاده به دید یک پسر جذاب و معتمد نگاه می‌کند و به او دل می‌دهد. اما بعد، تنها برای اینکه از شر زندگی کسالت بار و فاجعه بار خود در فقر نجات پیدا کند، تصمیم می‌گیرد که ادگار که یک پسر اشراف‌زاده است را به همسری بپذیرد. او سعی می‌کند که همهٔ مصائب موجود در راه را بپذیرد، اما این میان برای او مشکلات بسیاری هم پیش می‌آید که شاید در دل برای او رنجی بیشتر از فقر را به همراه دارد. آنچه محرک کلیف بود، عشق بود. اما کاترین از او عشق را دریغ کرد و این کار درست مانند کسی است که نور را از گلی دریغ کند. برخی از منتقدان استدلال کرده‌اند که تصمیم او برای ازدواج با ادگار لینتون به‌طور تمثیل رد طبیعت و تسلیم شدن در برابر فرهنگ است، انتخابی با پیامدهای ناگوار و سرنوشت‌ساز برای همه شخصیت‌های دیگر. او ساعاتی پس از به دنیا آوردن دخترش می‌میرد.

## ادگار لینتون
به عنوان یک کودک در خانواده لینتون معرفی شد، او در تراش‌کراس‌گرنج زندگی می‌کند. ادگار معشوقهٔ کاترین و رقیب عشقی کلیف است. سبک و آداب ادگار در تضاد شدید با هیتکلیف است. هیتکلیف فوراً از او بدش می‌آید اما کاترین به سمت او کشیده می‌شود.ادگار نقشه‌های فراوانی در طول بلندی‌های بادگیر می‌کشد تا کلیف را از سد راه خود بردارد و به کاترین برسد در نهایت نیز موفق به این کار می‌شود. او از دو عنصر قدرت و ثروت برای رسیدن به خواسته‌هایش استفاده می‌کند اما در نهایت می‌بینیم که کلیف از عنصری به نام نفرت چگونه زندگی او را به هم میریزد و همهٔ خانوادهٔ او را تحت محاصره در می‌آورد. کاترین به دلیل موقعیت اجتماعی بالاتر ادگار به جای هیتکلیف با او ازدواج می‌کند که نتایج فاجعه باری برای همه شخصیت‌های داستان به همراه دارد.

## الن‌دین (نلی)
راوی اصلی رمان، هستهٔ مرکزی داستان نیز است. خدمتکاری است که در طول داستان به اسم «الن» نیز از او یاد می‌شود. نلی خدمتکار سه نسل از ارنشاها و دو نسل از خانواده لینتون‌ها است. او خود را خواهر خوانده هیندلی می‌داند (آنها همسن و سال هم هستند و مادر دین پرستار اوست). او در میان ساکنان خشن ارتفاعات بلندی زندگی و کار می‌کند، همچنین رفتارهای ملایمتر تراش‌کراس‌گرنج را تجربه می‌کند. او خدمتکاری باهوش و بادرایت است و تمامی اتفاقاتی که خود به چشمش دیده را برای آقای لاکوود تعریف می‌کند. او البته دیدگاه‌های منفی نسبت به بعضی اشخاص در داستان دارد که همین امر روایت او را کمی پیچیده می‌کند. منتقدان در مورد اینکه تا چه حد اعمال او به عنوان یک نظاره‌گر ظاهری بر شخصیت‌های دیگر تأثیر می‌گذارد و چقدر میتوان به روایت او تکیه کرد بحث کرده‌اند.

## ایزابلا لینتون
خواهر ادگار است. او علی‌رغم هشدارهای کاترین به هیتکلیف نگاهی عاشقانه دارد. زندگی او نیز با عشق گره خورد و به دلیل عشق از میان رفت. او عاشق کلیف میشود، ولی این عشق زمانی صورت می‌گیرد که کلیف قصد داشت که از ادگار و کاترین انتقام بگیرد او سعی می‌کند که دل ایزابلا را ببرد. ایزابلا ناخواسته در نقشهٔ او برای انتقام از ادگار شرکت می‌کند. با هیتکلیف ازدواج می‌کند اما کلیف با او بد رفتاری می‌کند. او در دوران بارداری به لندن می‌گریزد و پسری به نام لینتون به دنیا می‌آورد. وی پیش از مرگ پسرش را به برادرش ادگار سپرد.

## هیندلی ارنشا
برادر بزرگتر کاترین است. قبل از اینکه پدرش او را به دانشگاه بفرستد، هیندلی همیشه هیتکلیف را تحقیر می‌کند و مورد آزار و اذیت قرار می‌دهد. پس از مرگ آقای ارنشا هیندلی با همسرش فرانسیس باز می‌گردد. او بالغ شده است اما نفرت او از هیتکلیف به همان شکل باقی می‌ماند. پس از مرگ فرانسیس، هیندلی به رفتارهای مخرب رو می‌آورد، پسرش را نادیده می‌گیرد و خانواده ارنشا را با مشروب‌خواری و قمار (اموال خود را به هیتکلیف می‌بازد) ویران می‌کند. او کمتر از یک سال پس از کاترین می‌میرد و پسرش را بدون هیچ چیز رها می‌کند.

## هاریتون ارنشا
پسر هیندلی و فرانسیس که در ابتدا توسط نلی بزرگ شد اما به زودی توسط هیتکلیف بزرگ شد. در مقابل، هیتکلیف به او ابتذال را به عنوان راهی برای انتقام گرفتن از هیندلی می‌آموزد. هاریتون با لهجه‌ای شبیه لهجه جوزف صحبت می‌کند و موقعیتی شبیه به یک خدمتکار در ارتفاعات بلندی دارد، غافل از اینکه او از ارثش محروم شده است (هارتون دارایی ارنشا را به ارث نخواهد برد، زیرا هیندلی آن را به رهن هیتکلیف سپرده بود). او فقط می‌تواند نام خود را بخواند. او از لحاظ ظاهری، هیتکلیف را به به‌یاد عمه اش کاترین می‌اندازد.

## کاترین لینتن
دختر کاترین ارنشا و ادگار لینتون، دختری با روحیه و با اراده که از تاریخچه والدینش آگاه نیست. ادگار خیلی مراقب او است و نمی‌خواهد او از گذشته آگاه شود و با هیتکلیف آشنا شود. اما او مشتاق است تا آنچه را که فراتر از محدوده گرانج قرار دارد، کشف کند. اگر چه او یکی از شخصیت‌های دلسوز رمان است، اما نسبت به هاریتون و عدم تحصیلات او نیز تا حدودی حساس است. او به اجبار هیتکلیف با لینتون هیتکلیف ازدواج می‌کند، اما پس از مرگ لینتون عاشق هاریتون می‌شود و با هم ازدواج می‌کنند.

## لینتون هیتکلیف
پسر هیتکلیف و ایزابلا است. اوبه لحاظ جسمی کودکی ضعیف است، سال‌های اولیه‌اش را با مادرش در جنوب انگلستان می‌گذراند و پس از مرگ مادرش در دوازده سالگی از هویت و وجود پدرش مطلع می‌شود. او از نظر خودخواهی و توانایی ظلم به هیتکلیف شباهت دارد. از نظر جسمی شبیه به مادرش است. او به اجبار پدرش با کاترین لینتون ازدواج می‌کند و بلافاصله پس ازدواج در اثر یک بیماری مرتبط با سل می‌میرد.

## جوزف
خدمتکاری که به مدت ۶۰ سال در بلندی‌های بادگیر کار می‌کرد. یک مسیحی سفت و سخت و خودپسند است همواره به دنبال انجام اعمال عبادی است اما هیچ ردی از مهربانی یا انسانیت واقعی ندارد. او تقریباً از همه افراد رمان متنفر است.

## لاکوود
راوی اول است. او تراشکراسگرنج را برای فرار از جامعه اجاره میکند، اما در نهایت تصمیم می‌گیرد به جامعه برگردد. وی از نلی می‌خواهد همه داستان آقای هیتکلیف و اعضای خانواده‌اش را برای او تعریف کند.

## فرانسیس
همسر بیمار هیندلی و مادر هاریتون ارنشا است. او تا حدودی احمق توصیف می‌شود. فرانسیس اندکی پس از تولد پسرش می‌میرد.

## آقا و خانم ارنشا
پدر کاترین و هیندلی، آقای ارنشا هیتکلیف را از سفر لیورپول با خود به خانه می‌آورد. او به عنوان مردی تندخو اما دوست داشتنی و مهربان توصیف شده است. او از پسر خوانده‌اش هیتکلیف حمایت بی‌اندازه‌ای می‌کند که باعث ایجاد مشکل در خانواده می‌شود. در مقابل همسرش از اولین برخوردش نسبت به هیتکلیف بی‌اعتماد است.

## آقا و خانم لینتون
والدین ادگار و ایزابلا هستند. آنها فرزندان خود را به شیوهای خوب و پیچیده آموزش میدهد. آقای لینتون همچنین مانند پسرش در سال‌های بعد به عنوان قاضی گیمرتون خدمت می‌کند.

## دکتر کنت
دکتر قدیمی گیمرتون و یکی از دوستان هیندلی که در طول رمان حضور دارد. اگر چه شخصیت او چندان شناخته شده نیست اما به نظر میرسد او فردی خشن اما صادق است.

## زیلا
در طول دوره پس از مرگ کاترین خدمتکار هیتکلیف در بلندی‌های بادگیر است. اگر چه او با لاکوود مهربان است اما به دلیل گستاخی کتی و دستورهای هیتکلیف کتی را در ارتفاعات بلندی‌های بادگیر دوست ندارد و به او کمک نمی‌کند.

## آقای گرین
وکیل فاسد ادگار که باید اراده ادگار را تغییر می‌داد تا از دستیابی هیتکلیف به تراش‌کراس‌گرنج جلوگیری کند اما گرین تغییر مسیر می‌دهد و به هیتکلیف کمک می‌کند تا گرنج را به عنوان دارایی خود به ارث ببرد.

## ترجمه‌ها
- بلندی‌های بادگیر، ترجمه پرویز پژواک، انتشارات آذر (۱۳۴۵)
- عشق هرگز نمی‌میرد، ترجمه رضا رضایی، انتشارات فرانکلین و نشر نی
- بلندی‌های بادگیر، ترجمه علی‌اصغر بهرام بیگی، سازمان کتاب‌های جیبی (۱۳۵۰) و انتشارات علمی و فرهنگی (۱۳۷۶)
- واترینگ هایتز، ترجمه فریده قرجه داغی، بنگاه ترجمه و نشر کتاب (۱۳۵۵)
- عشق هرگز نمی‌میرد، ترجمه کامران پروانه، انتشارات توسن (۱۳۷۱)
- بلندی‌های بادگیر، ترجمه نوشین ابراهیمی، نشر افق (۱۳۹۱)
- بلندی‌های بادگیر، ترجمه بهاره ربانی، انتشارات قاصدک صبا (۱۳۹۱)
- بلندی‌های بادگیر، ترجمه مهدی غبرایی، نشر مرکز (۱۳۹۱)
- بلندی‌های بادگیر (با عنوان فرعی: تا انتهای پررنج عشق)، ترجمه مهدی سجودی مقدم، انتشارات مهراندیش (۱۳۹۴)
- عشق هرگز نمی‌میرد (بلندی‌های بادگیر)، ترجمه جهانپور ملکی، انتشارات نیک فرجام (۱۳۹۵)
- بلندی‌های بادگیر، ترجمه سارا قدیانی، انتشارات قدیانی (۱۳۹۶)
- بلندی‌های بادگیر در انتشارات اردیبهشت سال (۱۳۹۶)
- بلندی‌های بادگیر، ترجمه شایسته ابراهیمی نشر زنبور (۱۳۹۶)
- بلندی‌های بادگیر، ترجمه فروزنده دولت‌یاری، انتشارات آتیسا (۱۳۹۸)
- عشق هرگز نمی‌میرد، ترجمه پرویز پژواک، انتشارات نگاه (۱۳۹۸)